# Carpihuelo
Carpihuelo es una entidad de población española del municipio de Carbajosa de la Sagrada, perteneciente a la provincia de Salamanca, en la comunidad autónoma de Castilla y León. En 2023, la entidad singular de población tenía empadronados cinco habitantes.